# Adams Rippe (1923)
Adams Rippe ist ein Hollywood-Stummfilm aus dem Jahre 1923, eine der seltenen Ausflüge von Regisseur Cecil B. DeMille in das Fach der Komödie und des leichtgewichtigen Boulevardlustspiels mit melodramatischen Zusätzen.

## Handlung
Im Zentrum der Geschichte stehen die Beziehungen einiger Männer zu mehreren Frauen und beiderlei Geschlechts amouröse Irrungen und Wirrungen als Handlungsfaden. Da ist der Geschäftsmann Michael Ramsay, der über seiner Arbeit allmählich seine Frau zu vernachlässigen droht. Ihm sind Spekulationsgeschäfte und Geldvermehrung wichtiger als die greifbare Vereinsamung der Gattin. Die wiederum sucht sich daraufhin anderweitig Ablenkung und fängt eine Affäre mit einem gewissen Jaromir an, seines Zeichens im heimischen Moravien, einem kleinen Balkanstaat, abgesetzter Exil-Monarch, der in Amerika lediglich auf die Rückkehr auf seinen Thron wartet und es sich währenddessen mit seinem Hofstaat gut gehen lässt. Um einen Gesellschaftsskandal zu vermeiden und den Verdacht des Ehebruchs von der Mutter abzulenken, behauptet Mr. und Mrs. Ramsays Tochter Mathilda, dass Jaromir in Wahrheit ihr Geliebter sei.

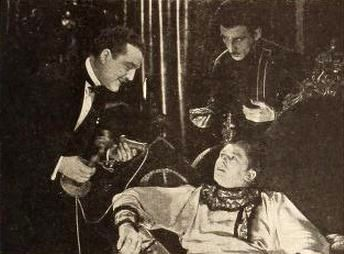
Filmszene mit Elliott Dexter, Milton Sills und Theodore Kosloff

Mathilda Ramsay ist jedoch unsterblich in den ein wenig weltfremden Professor Nathan Reade verliebt, der sich lieber mit der Wissenschaft beschäftigt, als mit dem weiblichen, menschlichen Geschlecht. Die Dinge drohen trotz der Intervention der Tochter bald aus dem Ruder zu laufen. Doch dann fügt das Schicksal alles so, dass jeder seinen Nutzen daraus ziehen kann. Ramsay, der sich mit seinen Geschäftsblasen fast in den Ruin spekuliert hat, begeht ein letztes Wagnis und versucht es diesmal mit einer Weizen-Transaktion, mit der er auf die Rückkehr des Königs spekuliert. Und siehe da: Es gelingt und er wird schlagartig wieder reich. Mrs. Ramsay kehrt nun reumütig zu ihrem Gatten zurück, der König bekommt im fernen Moravien wieder seinen Thron zurück, und Mathilda kann endlich ihren Professor in die Arme schließen.

## Produktionsnotizen
Adams Rippe entstand in der zweiten Jahreshälfte 1922 und kostete etwa 400.000 $. US-Massenstart war der 24. September 1923. In Österreich lief der Film im Oktober 1924, nahezu zeitgleich mit DeMilles späterer Inszenierung Triumph, an und wurde dort auch unter den Zweit- und Dritttiteln Der Mann der Tat und Die Schuld der Mutter vertrieben. Eine deutsche Premiere ist nicht bekannt.
A. Arnold Gillespie war an der Erstellung der Filmbauten beteiligt, die Kostüme entwarf Clare West.
1949 entstand, ebenfalls in Hollywood, ein weiterer Film unter dem Originaltitel Adam’s Rib. Der Film in Gestalt einer Dramödie hatte Spencer Tracy und Katharine Hepburn als streitbares Ehepaar in den Hauptrollen und lief in Deutschland unter dem Titel Ehekrieg an.

## Kritik
Wiens Neue Freie Presse schrieb: „Es gibt Filme, die, wenn sie nicht Filme geworden wären, ebenso gut Operettenbücher hätten werden können. In diese Kategorie gehört das Schauspiel ‚Adams Rippe‘. (…) Leider fehlt dem Film die Musik, die zwischen derartigen Texten und dem kritischen Verstand mit Geschick zu vermitteln pflegt. Dafür verzichtet dieses Filmstück auf keines der im Kino bewährten Requisiten, von dem zu Boden geglittenen, verräterischen Schmuckstück bis zum aufgefangenen Brief und dem gottlob rechtzeitig saisierten Revolver zu Selbstmordzwecken, und ersetzt die eindringliche Wirkung illustrativer Weisen durch eine erhöhte mimisch-pantomimische Tätigkeit der Schauspieler. Es wird sehr viel mit den Augen gerollt und wehmütig und verzerrt gelächelt in diesem Stück. (…) Je nun, nicht jeder Film hat literarische Ambitionen.“

„Eines der ‚Sünde im High Life‘-Melodramen des Regisseurs, die ihn damals hin und wieder gepackt hatten und die einem modernen Publikum nichts als Zierrat anzubieten hat.“